# Oxychilus egadiensis
Oxychilus egadiensis is een slakkensoort uit de familie van de Oxychilidae. De wetenschappelijke naam van de soort is voor het eerst geldig gepubliceerd in 1973 door Riedel.